# 駒井悠
駒井 悠（こまい ゆう、11月15日 - ）は、日本の女性漫画家。東京都出身。血液型はA型。1993年、アフタヌーン四季賞佳作の『そんな奴ァいねぇ!!』でデビューした。自身の容姿が男性に見えることをしばしば漫画のネタにしている。自画像はグレイ。
本人のブログによると、利き腕の脱臼や足の骨折をした際も原稿を上げ、デビューから15年間連載を休んだことがないとのこと。

## 連載中作品
- 大人のそんな奴ァいねえ!!（講談社『モアイ』 2014年6月- ）
  - 単行本 ISBN 9784063880519（2015年4月）
- 大人のそんな奴ァいねえ!! season2（講談社『モアイ』 2015年6月- ）
  - 単行本 ISBN 9784063881479（2016年6月）
- 大人のそんな奴ァいねえ!! season3（講談社『モアイ』 2016年8月- ）

## 主な作品リスト
単行本はすべて講談社発行。
- そんな奴ァいねぇ!!
- はるか かなた　単行本『カザフスタン旅行団』に収録
- 坊主戦隊ジュゲム　単行本全1巻 ISBN 9784063284928（1996年12月）
- カザフスタン旅行団　単行本全1巻 ISBN 9784063342253（1999年9月）
- シュプリヒヴェルターブーフ（Sprichworter Buch）　～近衛教授の優雅な午後～　単行本全1巻 ISBN 9784063345520（2002年6月）
- そんな鉄ァいねえ!!　単行本全1巻 ISBN 9784063761764（2011年12月、『月刊アフタヌーン』掲載時の題名『駒っ旅』から改題）
- 幸運猫 -らっきー★きゃっと- 単行本全2巻（good!アフタヌーン掲載）
  - 1巻 ISBN 9784063878349（2012年12月）
  - 2巻 ISBN 9784063769098（2014年3月）